# Bruno Kahl
Bruno Guntram Wilhelm Kahl (* 12. Juli 1962 in Essen) ist ein deutscher politischer Beamter und seit Juli 2016 Präsident des Bundesnachrichtendienstes (BND). Er ist designierter deutscher Botschafter beim Heiligen Stuhl.

## Leben

### Ausbildung und Studium
Bruno Kahl wurde als Sohn des aus Osterspai am Rhein stammenden Diplom-Physikers und Ministerialrats Bernhard Wilhelm Kahl (1928–2017) in Essen geboren. Er erlangte im Jahr 1981 die allgemeine Hochschulreife am Kardinal-Frings-Gymnasium in Bonn-Beuel.
Im gleichen Jahr leistete er Wehrdienst in der Bundeswehr und diente in der damaligen Feldnachrichtentruppe, deren Aufgabe die Befragung von Kriegsgefangenen war, wozu Kahl Russisch lernte.
Im Anschluss studierte er von 1983 bis 1988 Rechtswissenschaft an der Rheinischen Friedrich-Wilhelms-Universität Bonn und der Universität Lausanne. Zudem absolvierte er eine journalistische Ausbildung an der Katholischen Journalistenschule ifp in München. Nach seiner ersten juristischen Prüfung folgte von 1991 bis 1994 das Rechtsreferendariat in Bonn, Speyer und Sydney. 1994 folgte seine zweite Staatsprüfung beim Oberlandesgericht Köln. 2008 wurde er in Bonn zum Dr. iur. promoviert. Er verfasste seine Dissertation über Elemente des katholischen Denkens in der säkularen politischen Theorie von Carl Schmitt.

### Beruf
Nach einer ersten beruflichen Station bei der Bundesvereinigung der Deutschen Arbeitgeberverbände (BDA) in Köln war Kahl von 1995 bis 1996 Referent im Bundeskanzleramt. 1996 bis 2005 war er bei der CDU/CSU-Bundestagsfraktion tätig, wo er Wolfgang Schäuble, dem damaligen Fraktionsvorsitzenden, in verschiedenen Funktionen zuarbeitete.
Im Kabinett Merkel I wurde Kahl 2005 Leiter des Ministerbüros und Sprecher von Bundesminister Wolfgang Schäuble im Bundesministerium des Innern (BMI). Von 2006 bis 2009 war er Leiter des Leitungsstabes im BMI. 2010 folgte er Schäuble in das Bundesministerium der Finanzen (BMF) und wurde dort ebenfalls Leiter des Leitungsstabes. Seit 2011 war er als Ministerialdirektor Leiter der Abteilung VIII (zuständig für Privatisierungen, Beteiligungen und die Bundesanstalt für Immobilienaufgaben) im BMF.
Am 27. April 2016 wurde Bruno Kahl von der Bundesregierung (Kabinett Merkel III) als Nachfolger Gerhard Schindlers zum Präsidenten des Bundesnachrichtendienstes berufen. Seine Dienstzeit begann am 1. Juli 2016. Sein Nachfolger im BMF wurde Johannes Schmalzl.
Kahl ist Oberst der Reserve. Wehrübungen absolvierte er im Bereich des militärischen Nachrichtenwesens, zuletzt im Einsatzführungskommando der Bundeswehr. Er galt als enger Vertrauter Schäubles, Mann der leisen Töne, verschwiegen, loyal und fleißig. Seine Ernennung galt als Überraschung.
Im Juli 2021 warnte er in einem Gespräch mit der Süddeutschen Zeitung vor einem Wiedererstarken des Islamischen Staats und von al-Qaida.
Kahl reiste am 23. Februar 2022, am Vortag des Beginns des russischen Überfalls auf die Ukraine, zu lang geplanten Gesprächen mit einem ukrainischen Nachrichtendienst nach Kiew. Da sich der Angriffsbeginn bereits abzeichnete, wurde, in Erwartung einer dann erfolgenden Luftraumsperrung, der Dienstjet, mit dem Kahl angereist war, nach Deutschland zurückgeschickt. Kahl fuhr nach Angriffsbeginn, nach eigener Aussage wie geplant, auf dem Landweg zurück. Die Ukrainer hätten darum gebeten, die Reise als Zeichen der Solidarität keinesfalls abzusagen, worauf Kahl das Risiko in Kauf genommen habe. Der am Abend des 23. Februar 2022 zurückbeorderten deutschen Botschafterin Anka Feldhusen habe er sich bewusst nicht angeschlossen. Wegen des Kriegsbeginns fand das Gespräch mit den Ukrainern dann nicht statt. Berichte über eine peinliche Panne und überstürzte Flucht unmittelbar nach der Reise dementierte er.
Im Juni 2025 beschloss das Bundeskabinett, dass Kahl Botschafter beim Heiligen Stuhl im Vatikan werden soll.

### Privates
Kahl hat zwei Kinder und ist verwitwet. Er ist römisch-katholisch.

## Schriften
- Europäische Union: Bundesstaat – Staatenbund – Staatenverbund? Zum Urteil des BVerfG vom 12. Oktober 1993. In: Der Staat. Band 33, 1994, S. 241 ff.
- Elemente katholischen Denkens in säkularer Staatslehre zum Frühwerk Carl Schmitts. Berlin 2008 (359 S., Dissertation).
- mit Nils Ole Oermann (Hrsg.): Der fröhliche Sisyphos – für Wolfgang Schäuble. Herder, Freiburg im Breisgau, Basel, Wien 2012, ISBN 978-3-451-30663-1.
- Der Große Vaterländische Betrieb – Warum die Treuhand eine Erfolgsgeschichte wurde? In: Otto Depenheuer, Karl-Heinz Paqué (Hrsg.): Einheit – Eigentum – Effizienz: Bilanz der Treuhandanstalt. Gedächtnisschrift zum 20. Todestag von Dr. Detlev Karsten Rohwedder. Springer, Heidelberg 2012, ISBN 978-3-642-33114-5, S. 95–97.
- mit Andreas Kerst: Öffentliche Unternehmen. In: Werner Gatzer, Tilmann Schweisfurth (Hrsg.): Öffentliche Finanzwirtschaft in der Staatspraxis. BWV Verlag, Berlin 2015, ISBN 978-3-8305-3325-2, S. 613–642.